# Bibliothek der Franckeschen Stiftungen

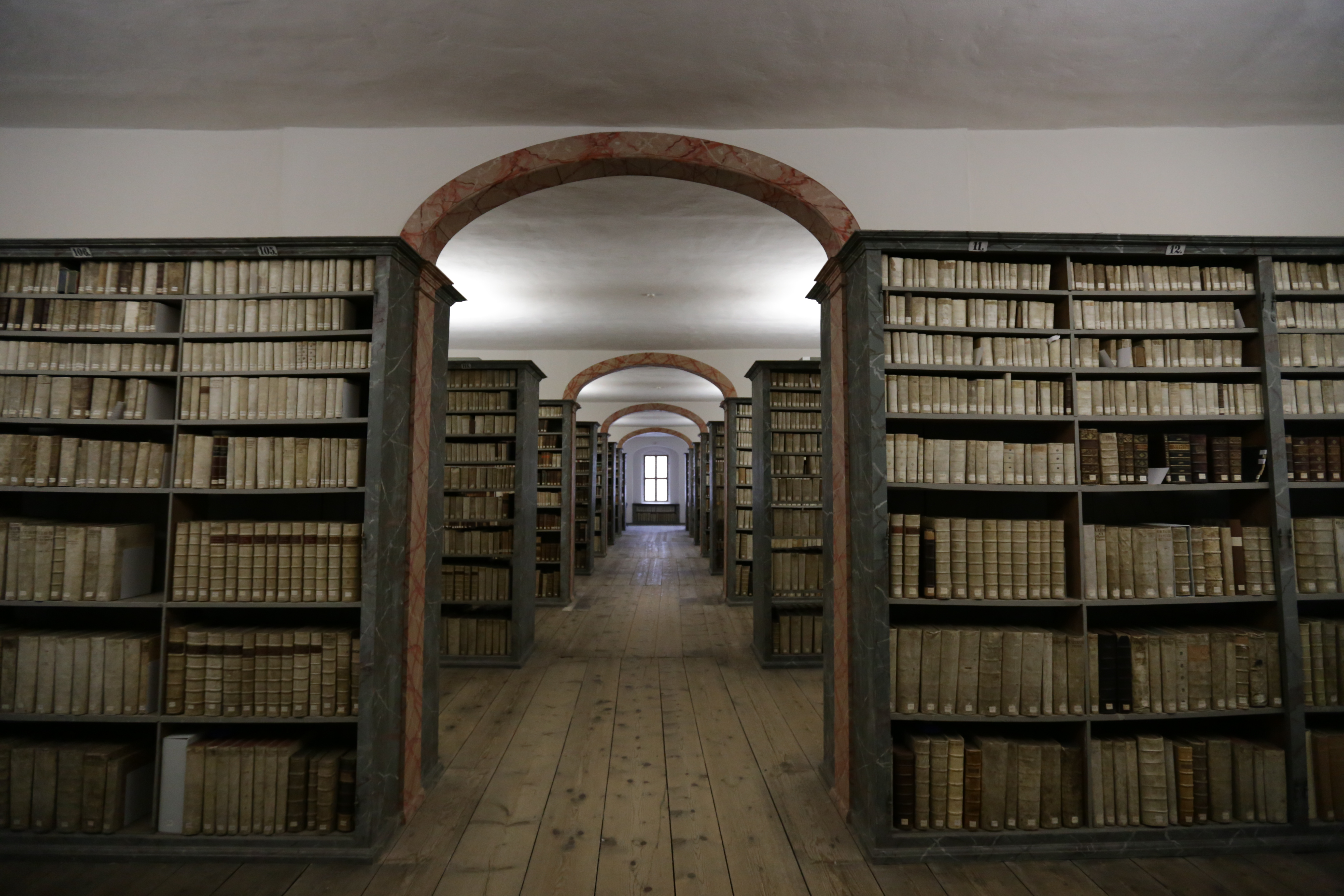
Barocke Kulissenbibliothek in den Franckeschen Stiftungen, Halle/Saale

Die historische Bibliothek der Franckeschen Stiftungen ist eine Forschungsbibliothek in Halle (Saale).

## Geschichte
Die Bibliothek wurde Anfang des 18. Jahrhunderts von August Hermann Francke „zu mehrerem Nutzen und Gebrauch der […] studirenden Jugend“ am Waisenhaus in Glaucha bei Halle (heute Franckesche Stiftungen) gegründet. Der Bestand wuchs durch Schenkungen und Nachlässe, im Tausch erworbene Bücher sowie Titel aus der eigenen Verlagsproduktion des Waisenhauses bis 1725 bereits auf etwa 18.000 Bände an. Den umfangreichsten Zuwachs erfuhr der Bibliotheksbestand durch die nachgelassene private Bibliothek Carl Hildebrands von Canstein (1667–1719).
Für die dauerhafte Unterbringung dieser Büchersammlung ließ Francke von 1726 bis 1728 ein Bibliotheksgebäude in massiver Steinbauweise errichten. Dieses gilt heute als ältester noch erhaltener Bibliothekszweckbau in Deutschland. Der barocke, original erhaltene Bibliothekssaal wird als Kulissenbibliothek bezeichnet, weil die Regale wie die Kulissen in einem barocken Theater in den Raum hineingestellt wurden. Diese Aufstellung war im deutschsprachigen Raum neuartig und orientierte sich wahrscheinlich an englischen College-Bibliotheken und wurde vorbildhaft für das Büchermagazin der Moderne. Heute sind etwa 27.000 alte Drucke in vielen Sprachen in der Kulissenbibliothek untergebracht. In weiteren Magazinen finden sich ebenfalls wertvolle Drucke aus allen Wissensgebieten der Frühen Neuzeit und umfassen auch mehrere hundert Inkunabeln.
Im 19. Jahrhundert wurde die Bibliothek zu einer Schulbibliothek der Lateinischen Hauptschule (heute Latina August Hermann Francke). 1952 wurde sie der Universitäts- und Landesbibliothek Sachsen-Anhalt als Außenstelle unterstellt. Ab 1992 entwickelte sich die Bibliothek der Franckeschen Stiftungen neben ihrer Funktion als touristischer Anziehungspunkt zu einer modernen Forschungsbibliothek und bildet zusammen mit dem Archiv der Franckeschen Stiftungen das Studienzentrum August Hermann Francke.
In Kabinettausstellungen werden regelmäßig Objekte aus der eigenen Sammlung vorgestellt.

## Bestände
Die Bibliothek der Franckeschen Stiftungen verfügt über einen historischen Altbestand von etwa 90.000 Bänden und über mehrere Spezialsammlungen, wie beispielsweise die Cansteinsche Bibelsammlung, die Belegexemplare des hauseigenen Verlags des Waisenhauses, die Bibliothek des Geologen Christian Keferstein (1784–1866) oder die Privatbibliothek von August Tholuck (1799–1877) (Depositum). Schwerpunkte des Altbestands bilden die Themenbereiche Theologie, vor allem Kirchengeschichte, Geschichte, Geographie, Pädagogik und Wissenschaftsgeschichte der Frühen Neuzeit. Durch die weltweiten Kontakte des Halleschen Waisenhauses kamen Drucke in vielen fremden Sprachen in den Bestand, darunter seltene Drucke auf Holländisch, Tschechisch, Russisch oder Tamil. Der Gesamtbestand der Bibliothek umfasst heute etwa 200.000 Titel aus aller Welt, eine umfangreiche grafische Porträtsammlung sowie eine Sammlung historischer Karten.